# Rechtleitung
Der Ausdruck Rechtleitung wird im islamisch-religiösen Kontext für die Wiedergabe des arabischen هدى / hudā verwendet, ein Wort, das im Koran und in Texten islamischer Theologen für die praktische Leitung der individuellen Lebensführung und des Gemeinwesens gemäß göttlichem Willen verwendet wird, den der Prophet Mohammed zu vermitteln beansprucht. Gegenbegriff ist ‚In die Irre gehen bzw. geleitet werden‘ (arabisch ḍallala).
Das Wort hudā findet sich u. a. in Sure 9:33:

„Er ist es, der seinen Gesandten mit der Rechtleitung [al-hudā] und der wahren Religion [dīn al-ḥaqq] geschickt hat, um ihr zum Sieg zu verhelfen über alles, was es (sonst) an Religion [ad-dīn kullihi] gibt“

Aber auch frühere Offenbarungen vermitteln Gottes „Rechtleitung“, wie Sure 5:44.46 aussagt:

„Wir haben (seinerzeit den Kindern Israels) die Thora herabgesandt, die (in sich) Rechtleitung und Licht enthält... Und wir ließen hinter ihnen (d.h. den Gottesmännern der Kinder Israels) her Jesus, den Sohn der Maria, folgen, daß er bestätige, was von der Thora vor ihm da war... Und wir gaben ihm das Evangelium, das (in sich) Rechtleitung und Licht enthält... als Rechtleitung und Ermahnung für die Gottesfürchtigen.“

Ein Widerspruch besteht zwischen der qadaritischen Lehre, die dem Menschen die Willensfreiheit zugesteht, selbst Gottes „Rechtleitung“ annehmen (aḫaḏa) oder ausschlagen (taraka) zu können, und alternativen Auffassungen, die von einer Prädestination ausgehen. Im politisch-religiösen Kontext meint in der Vorstellung von al-Wāqidī u. a. Rechtleitung „die Führung des muslimischen Gemeinwesens nach Maßgabe des von Allah durch die Offenbarung kundgegebenen Gesetzeswillens“, „ein jeweils sich in der Herrschaft des Kalifen als des ‚Imams der Rechtleitung‘ aktualisierendes Geschehen“.